# Anacamptodes jacumbaria
Anacamptodes jacumbaria là một loài bướm đêm trong họ Geometridae.